# Particel
Een particel is een kleine of verkorte partituur, waarin een muziekwerk is genoteerd. In het Engels heet dit een "short score" (letterlijk: (ver)korte partituur).
Vaak bevat een particel slechts de schets van een uiteindelijk uit te schrijven werk. Zo kan in een particel beknopt worden weergegeven hoe de uiteindelijke partituur eruit gaat zien:
- Melodische fragmenten worden (soms in telegramstijl) genoteerd
- Er wordt een beknopt harmonisch schema gegeven van het muzikale verloop van een stuk
- Er worden afkortingsnotaties gebruikt

Soms bevat een particel slechts de eerste maten van een compositie, of slechts een pianouittreksel van het uiteindelijke werk.
Een particel kan ook een volledige korte compositie bevatten.